# Capitol (Mannheim)

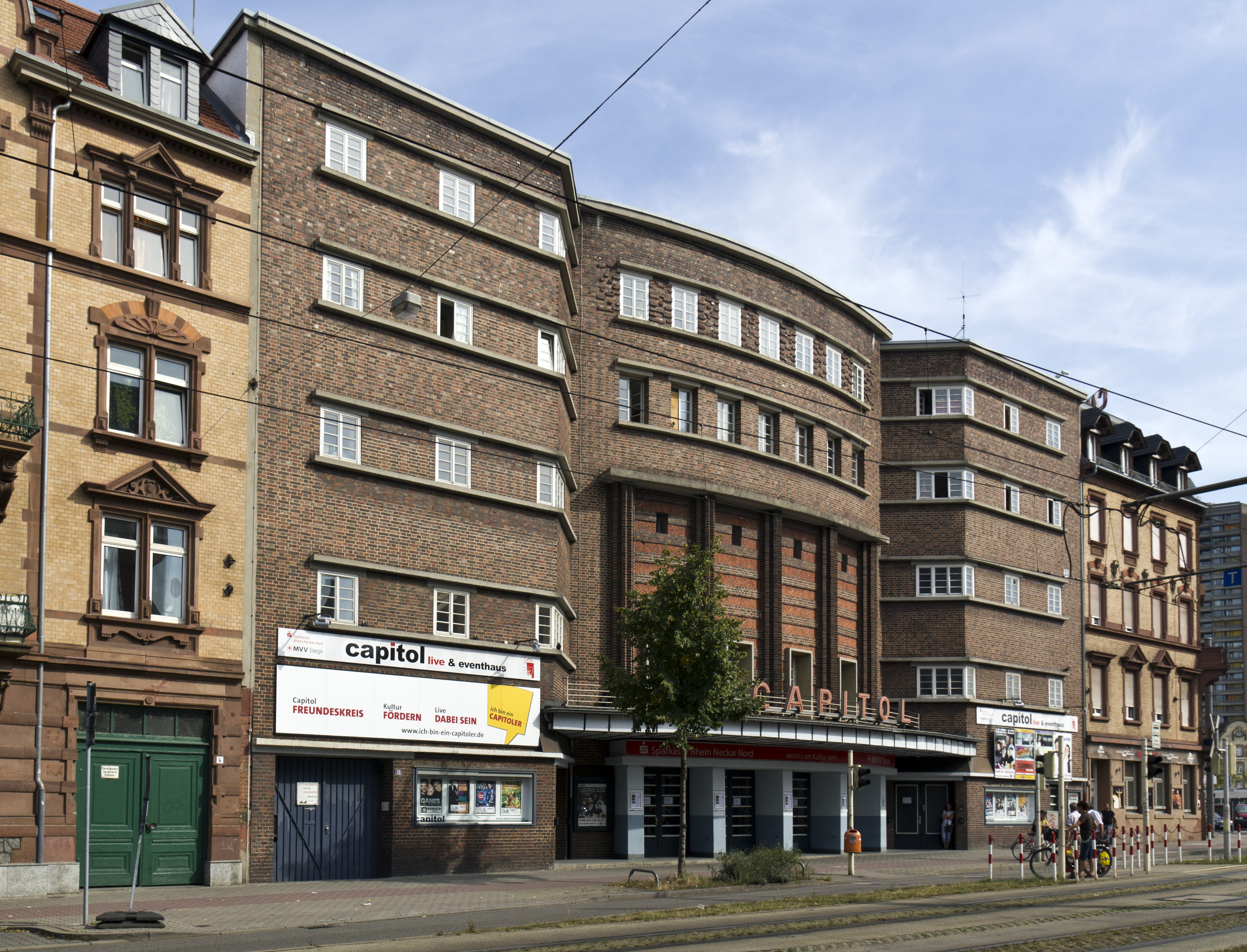
Capitol

Das Capitol in Mannheim ist ein Kulturzentrum in einem historischen Gebäude, das ursprünglich als Kino gebaut wurde.

## Geschichte

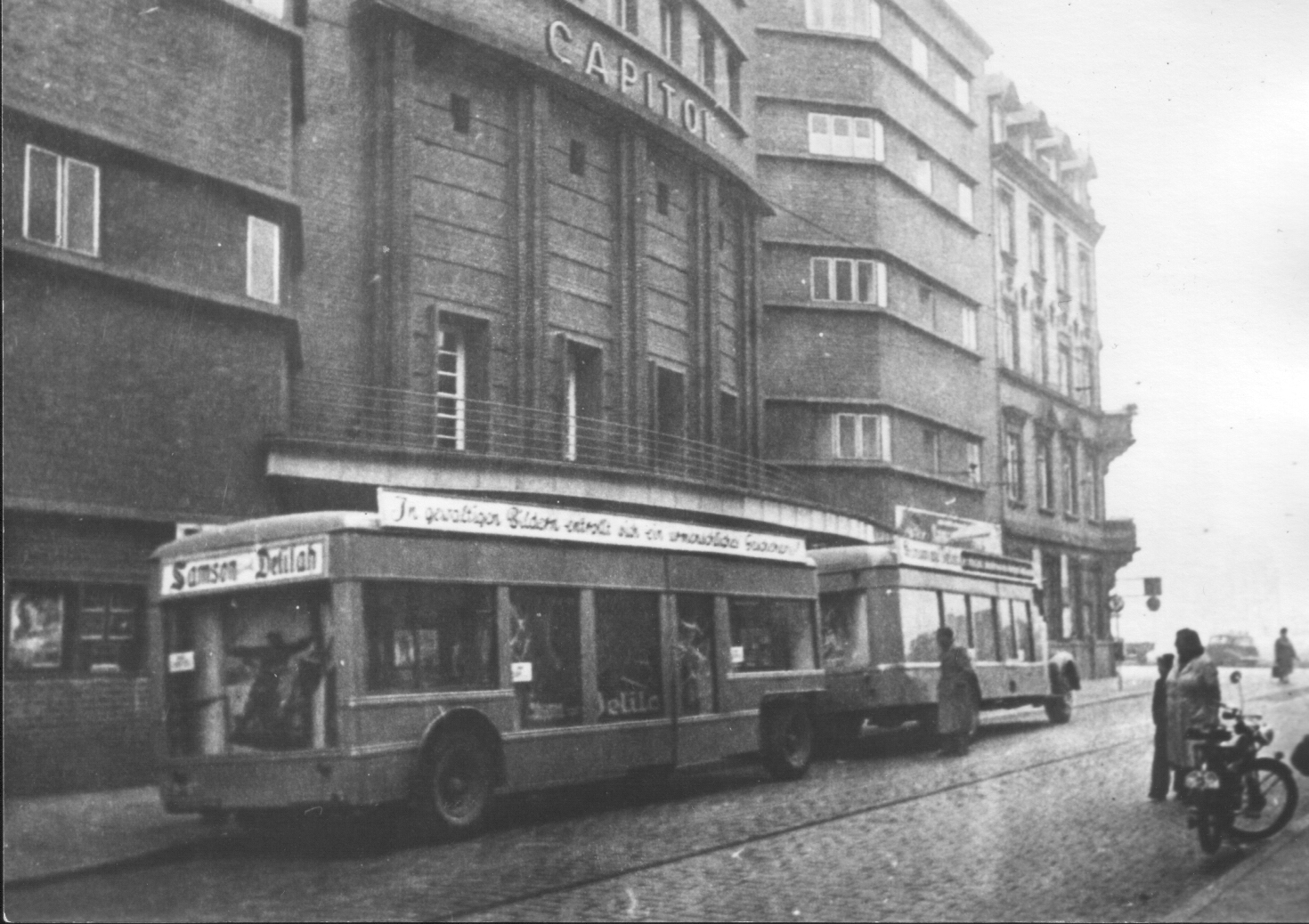
Historisches Bild; im Vordergrund ein Werbefahrzeug für den Film "Samson und Delilah (1949)"

Das Capitol befindet sich im Stadtteil Neckarstadt-Ost, in der Nähe der Alten Feuerwache und wurde im Jahr 1927 nach Plänen von Paul Darius durch die Baufirma Joseph Hoffmann & Söhne als damals größtes Lichtspielhaus Deutschlands gebaut. Zur feierlichen Eröffnung lief der Film Sonnenaufgang – Lied von zwei Menschen von Friedrich Wilhelm Murnau.
Den Zweiten Weltkrieg, bei dem die industriell dominierte Neckarstadt am Zusammenfluss von Rhein und Neckar schwer bombardiert wurde, überstand das Haus unbeschadet. In den Folgejahren wuchs das Capitol mit den Anforderungen der Unterhaltungsrevolution durch das Fernsehen. In den sechziger Jahren wurde eine gewölbte Cinemascope-Leinwand installiert.
In den siebziger Jahren änderte der neue Besitzer Dieter Spickert dann das Konzept. Neben dem Film etablierte sich Musik in dem runden Saal, was dazu führte, dass das Capitol in den achtziger Jahren den Ruf eines angesagten Musikclubs erlangte.
1980 sollte das Capitol an eine Supermarktkette verkauft werden, was jedoch von einigen engagierten Privatleuten verhindert wurde, die das Gebäude restaurierten und den Kulturbetrieb aufrechterhielten.
Thorsten Riehle und Mitstreiter schufen 1997 aus dem alten Capitol-Kino ein Live- und Eventhaus, das jährlich rund 100.000 Menschen bei 300 Veranstaltungen Unterhaltung bietet. Von Konzerten über Partys bis hin zu einem eigenen kleinen Ensemble, das vor allem Musicals produziert.

## Capitol Betriebs GmbH
Das Capitol ist das einzige Veranstaltungshaus in Mannheim, das nicht von der Stadt gefördert wird. Zum 1. März 2009 hat es seine künstlerischen Eigenleistungen – also die Musical- und Musiktheaterproduktionen sowie das Kindertheater – von der Capitol Betriebs GmbH getrennt und als Gemeinnütziges Kinder- und Erwachsenentheater Capitol Mannheim UG ausgegliedert. Hier wurden sowohl das Kindertheater als auch die Produktionen für Erwachsene zusammengefasst.
Um das Capitol nachhaltig zu sichern, wurde im April 2012 die Gemeinnützige Kulturstiftung Capitol Mannheim gegründet. Mit zwei Konzerten, von Bülent Ceylan und Xavier Naidoo gemeinsam bestritten, konnten 100.000 Euro als Grundstock in das Kapital der Stiftung eingelegt werden. Finanziert wird das Capitol auch durch Spenden der Klaus-Tschira-Stiftung sowie der Heinrich-Vetter-Stiftung, die jährlich 60.000 Euro zur Finanzierung aufbringen, mit der zukünftig zwei Musical- oder Musiktheaterproduktionen sowie mindestens eine neue Kindertheaterproduktion bestritten werden können. Der Mannheimer Kaufmann  Heinrich Vetter hat in der Satzung seiner Stiftung seine Nachfolger verpflichtet, gemeinnützige Aktivitäten und Institutionen zu fördern, die dem Wohle Mannheims und seiner Einwohner dienen. SAP-Mitgründer Klaus Tschira fördert mit seiner Stiftung Naturwissenschaften, Mathematik und Informatik sowie einige regionale Projekte. Hinzu kommen Beiträge aus dem Capitol Freundeskreis e. V. Prominente Mitglieder des Vereins, der 2014 über 1000 Mitglieder zählt, sind Xavier Naidoo und Bülent Ceylan.
Während sich die Capitol Betriebs GmbH weiter um das Vermietgeschäft, um Veranstaltungen, Konzerte und Firmenevents kümmert, sind in der Gemeinnützigen Unternehmensgesellschaft die Eigenproduktionen, also das Kindertheater, die Musicals und das Musiktheater zusammengefasst. Dabei werden ausschließlich gemeinnützige Zwecke im Bereich der Förderung der Kunst und Kultur verfolgt. Der Gesellschaftszweck wird insbesondere verwirklicht durch die Produktion und Aufführung von Theatervorstellungen sowie Veranstaltungen im Rahmen eines Kindertheaterbetriebs.

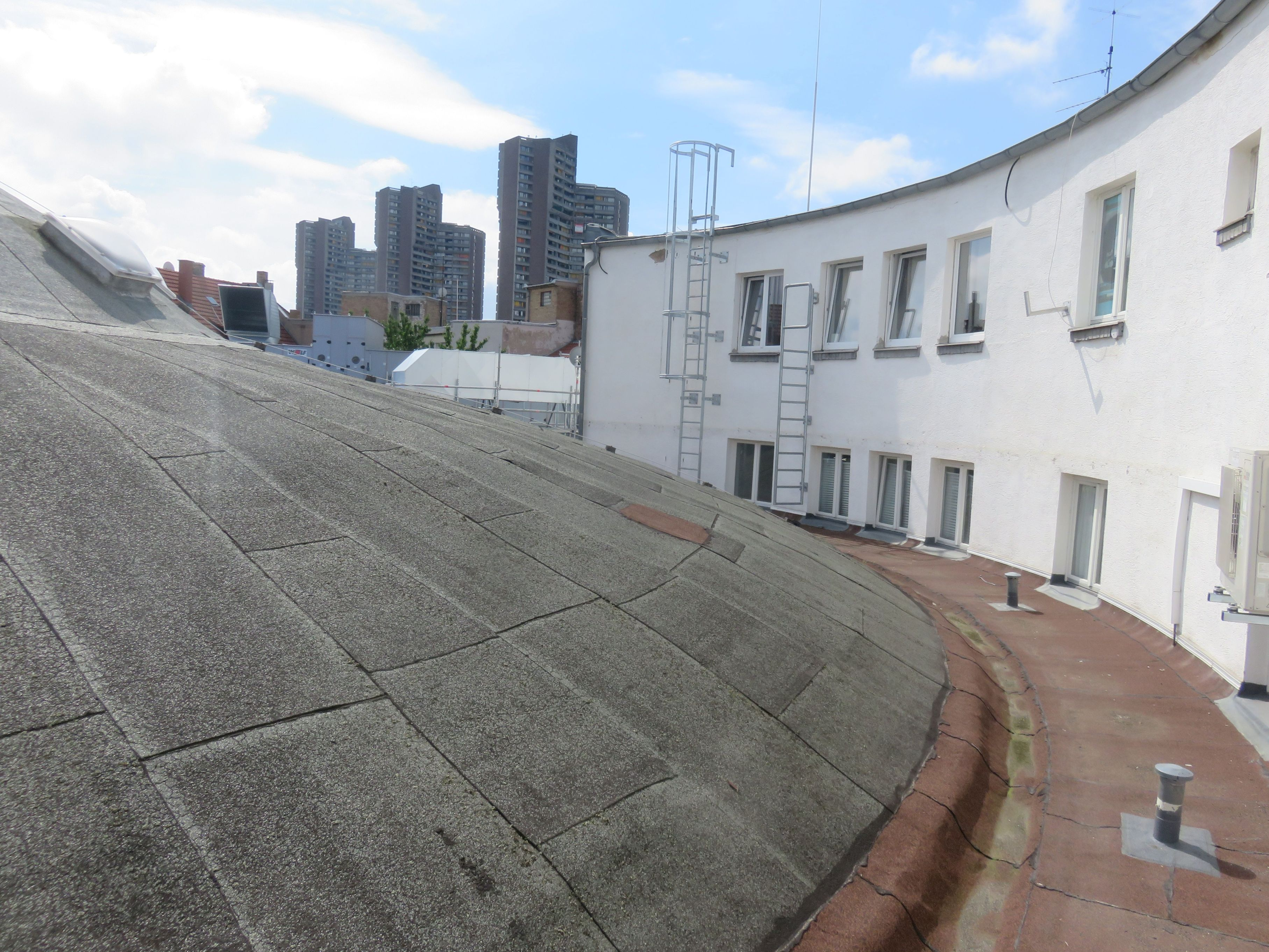
Auf dem Kuppeldach des Capitols (2021)

Die neue Capitol-Struktur wurde notwendig, weil eine weitere Querfinanzierung des Defizits im Non-Profit-Theaterbereich aus den Gewinnen der Capitol Betriebs GmbH nicht länger möglich war. Trotz gewinnbringender Arbeit im Profit-Bereich ist es in den vergangenen Jahren nicht gelungen, alle Verluste aus dem Non-Profit-Bereich aufzufangen. Die neue Unternehmensstruktur gelang zwei Jahre später: Mit der Rock-Music-Show „I want it all“, der Flower-Power-Show „Here comes the sun“ und dem Musiktheater-Stück „Marilyn – the last sitting“ spielte das Capitol-Ensemble 2011 drei erfolgreiche Eigenproduktionen. In den letzten Jahren wurde das Repertoire erweitert, unter anderem mit der Classic-Rock-Show „The Wolf with the red Roses“, der 80er-Jahre-Show „Sweet Dreams of the 80s“, sowie mit „Heldenzeit“, einem Musical mit einem Einblick in die deutschsprachige Musikgeschichte. Hinzu kam auch die eigene Produktion des Musicals Hair und eine Überarbeitung von „Here comes the Sun“ mit dem Titel „Here comes the Sun again“. 
Neben den großen Eigenproduktionen der Konzerte und Musicals gibt es das Kindertheater des Capitols. Das Kindertheater zeigt derzeit mehrere Produktionen, darunter „Pettersson & Findus – Eine Geburtstagstorte für die Katze“, „Eine Woche voller SAMStage“ oder unbekanntere Stücke wie „Ein Schaf fürs Leben“. 
Mit dem Stück „Nein heißt Nein!“, welches den Missbrauch von Kindern thematisiert, trat das Capitol Kindertheater an gesellschaftlich relevante Themen heran. Die Veranstaltungen finanziert sich durch Sponsoren und wird kostenlos in Kindergärten gespielt.  Im Frühjahr 2016 feierte das Stück „Auf den Weg“ auf der Kindertheaterbühne im Casablanca Premiere. Das Stück ist Teil des Engagements für Flüchtlinge des Capitols. Dieses Theaterprojekt kommt nahezu ohne Sprache aus. Inhalt des Stückes sind die Themen Freiheit, Identität und Unterschiede und es ist so konzipiert, dass Flüchtlingskinder es ohne Sprachbarriere erleben können. 